# Greenbelt Park
Le Greenbelt Park est une aire protégée américaine dans le comté du Prince George, au Maryland. Créé en 1950, il est administré par le National Park Service.